# بريك لين

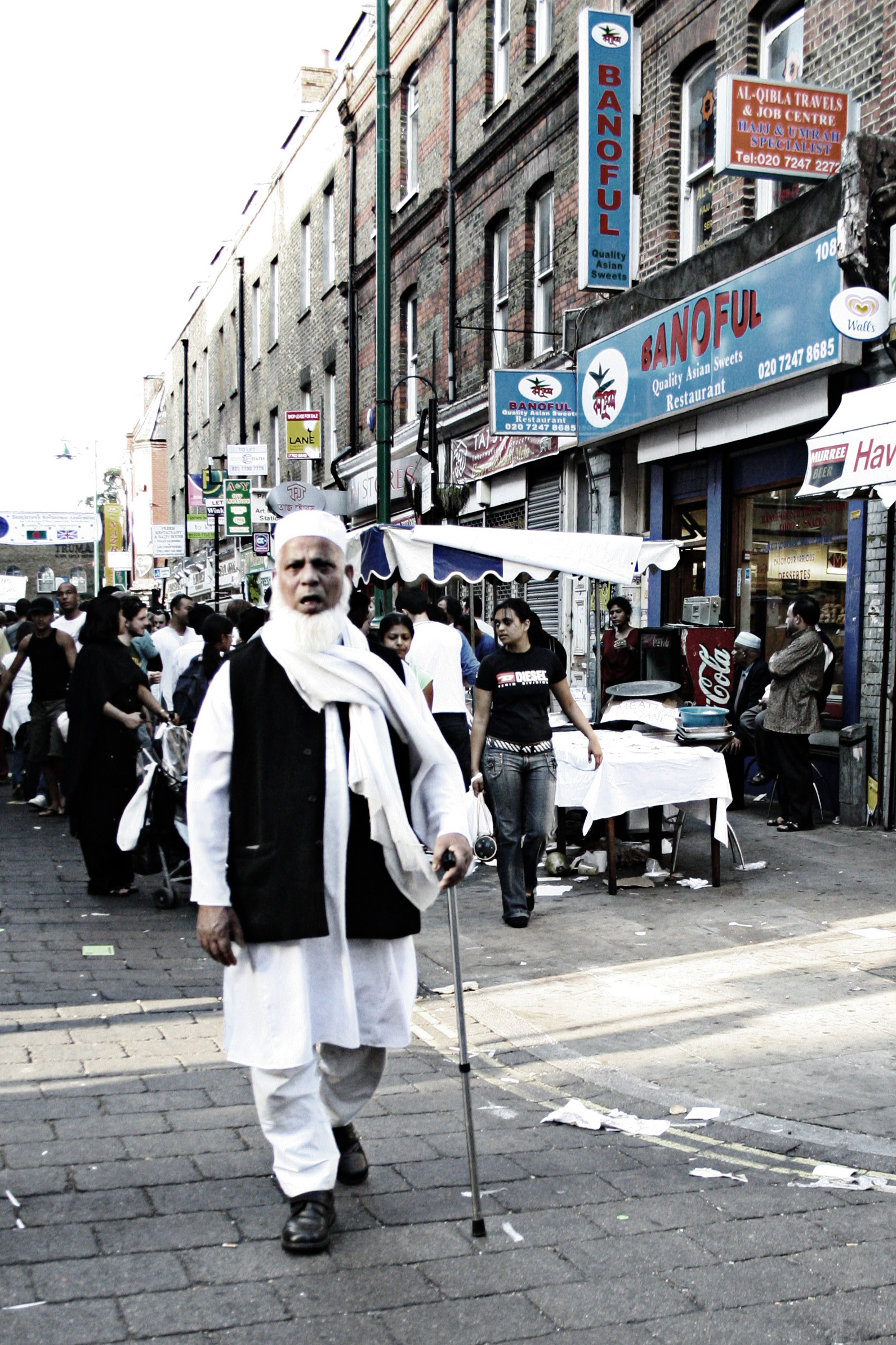
عجوز بنغالي في «بريك لين».

بريك لين (ومعناه «زقاق الطوب») شارع يقع في الناحية الشرقية من لندن، ويعتبر معقل الجالية البنغالية في العاصمة.
يشتهر الشارع بسوقه الشعبي «بريك لين ماركت» إضافة إلى مطاعم الكاري.

## معرض صور

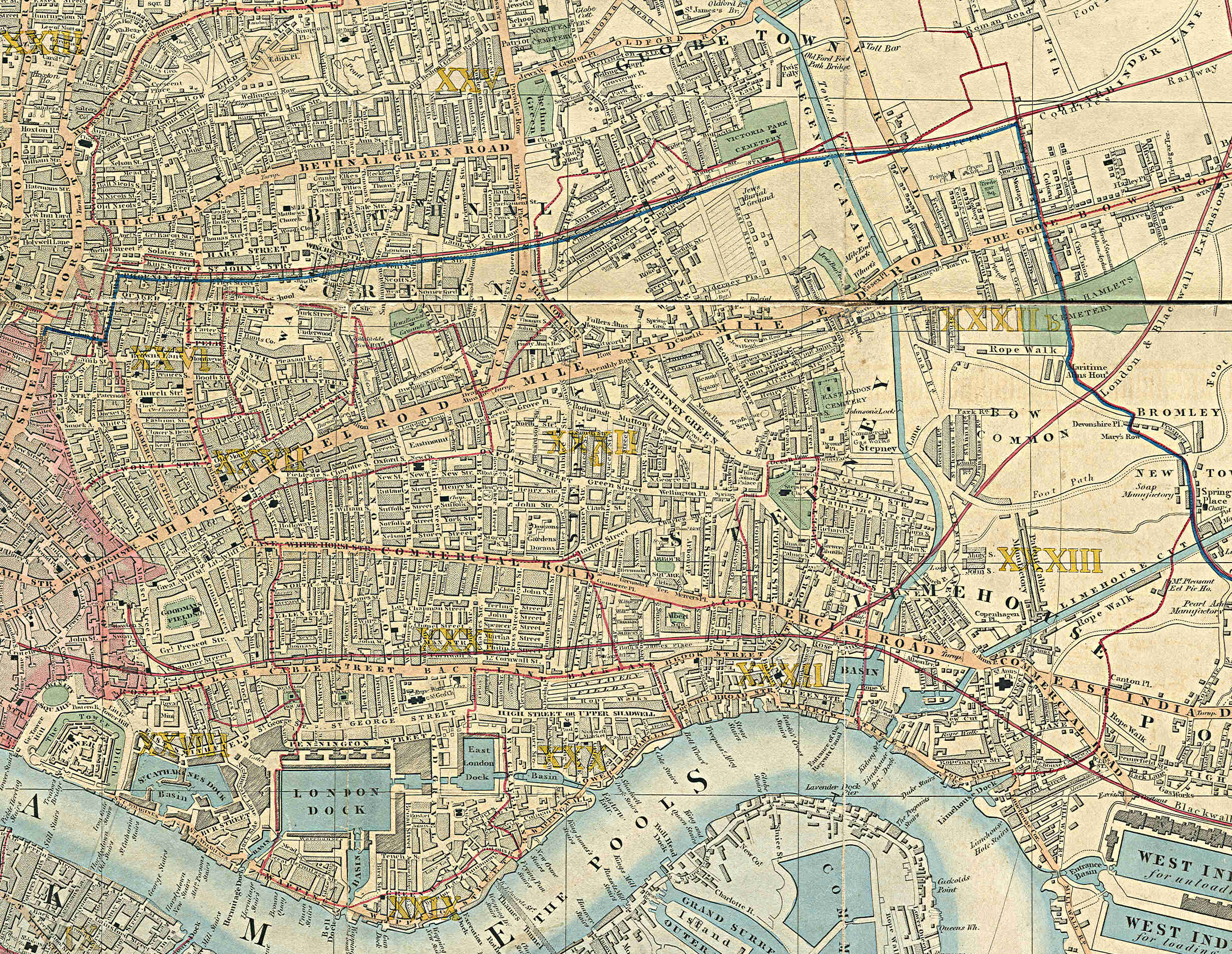
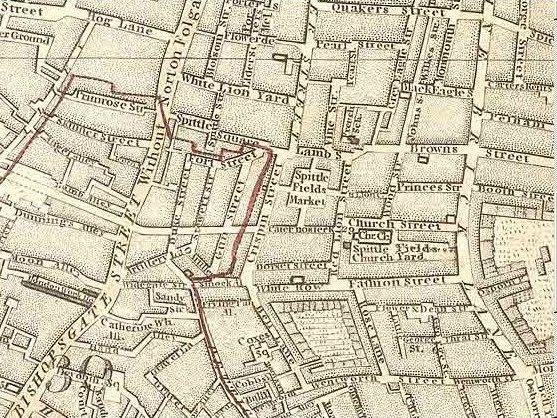
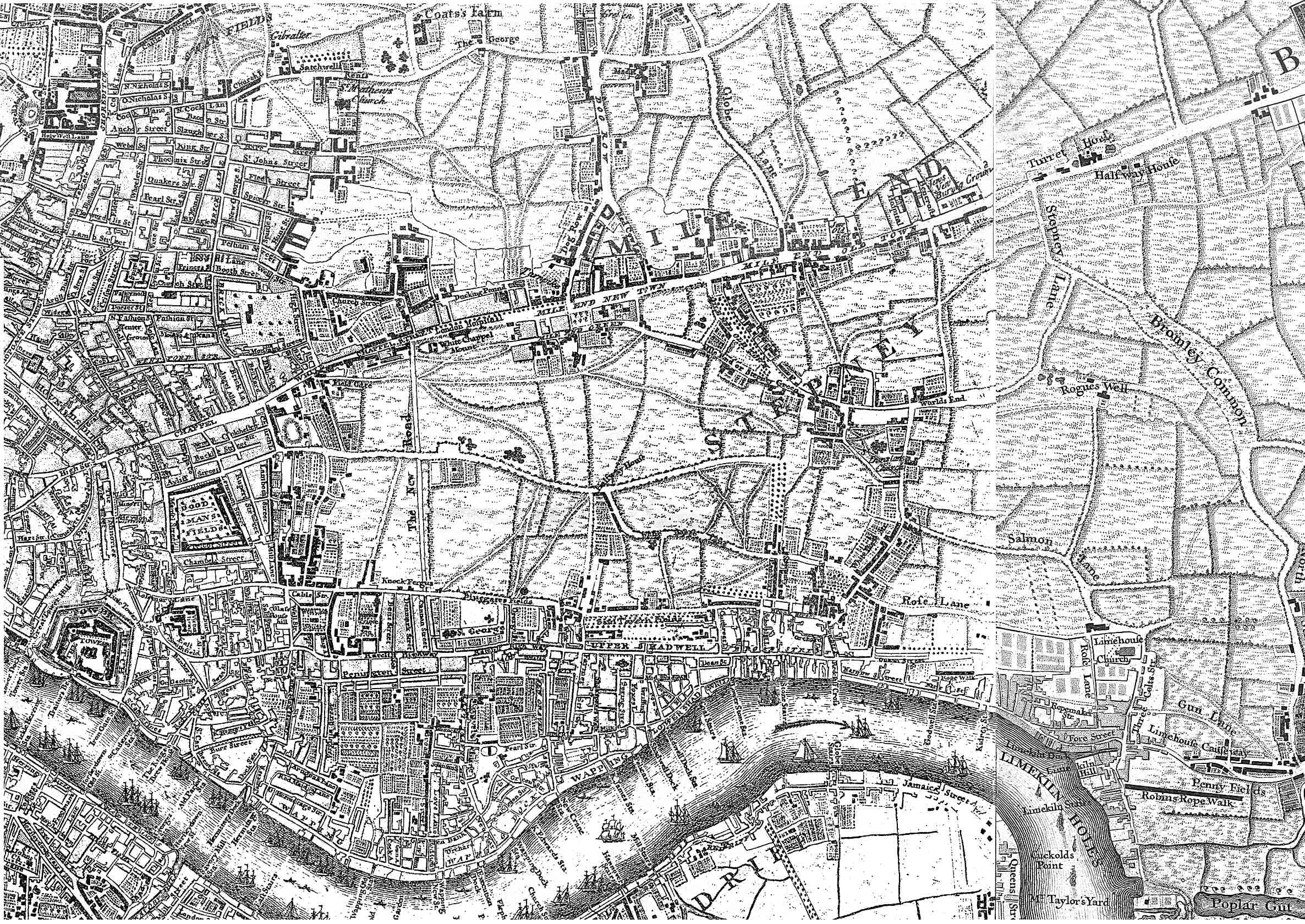